# Convoglio ONS-18/ON-202
L'attacco ai convogli Alleati ONS-18 ed ON-202, portato da una muta di 21 U-Boot tedeschi, avvenuto nell'Atlantico del nord tra il 19 ed il 23 settembre 1943, durante la seconda guerra mondiale, costituì il primo tentativo di ripresa delle attività sottomarine compiuto dalla Kriegsmarine nella cosiddetta guerra dei convogli, che si concluse con la perdita di 3 U-Boot e l'affondamento di 6 mercantili e di 3 unità di scorta.

## L'interruzione delle operazioni sottomarine

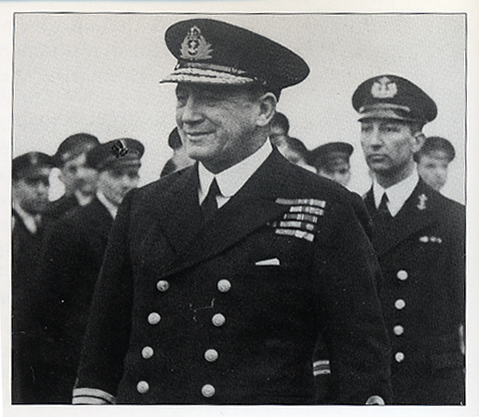
L'ammiraglio inglese Max Kennedy Horton, ideatore dei "gruppi di supporto libero", per la difesa dei convogli alleati contro i sommergibili tedeschi

L'estate del 1943 aveva segnato un arresto delle operazioni da parte della flotta sottomarina tedesca: il 23 maggio il Großadmiral Karl Dönitz aveva ordinato il ritiro di tutti gli U-Boot dall'Atlantico settentrionale, con la speranza che le unità di nuova generazione, principalmente le nuove unità di tipo XXI, sommergibili elettrici in grado di navigare in immersione a grande velocità, tanto da potere attaccare con successo anche di giorno, giungessero in tempo per potere partecipare alla guerra; l'ultimo grande successo infatti risaliva ormai al mese di marzo, quando, tra il giorno 16 ed il giorno 19, un grande numero di sottomarini attaccò i due convogli HX-229 e SC-122 che viaggiavano uniti, affondando 22 mercantili, con la perdita di oltre 147 000 tonnellate di naviglio, soffrendo la perdita di un solo U-Boot.
Tale successo aveva indotto il Befehlshaber der U-Boote Dönitz all'ottimismo, definendolo "la più grande vittoria in una sola battaglia contro i convogli", ma l'entusiasmo fu di breve durata in quanto, dalla seconda metà di marzo, il numero di mercantili affondati diminuì progressivamente mentre le perdite di sommergibili, a causa dei nuovi sistemi di localizzazione e della tattica difensiva suggerita dall'ammiraglio Max Kennedy Horton, crebbero vistosamente, tanto da ordinarne il rientro forzato alle basi in Francia ed in Germania.

## La partenza dei convogli ONS-18 e ON-202

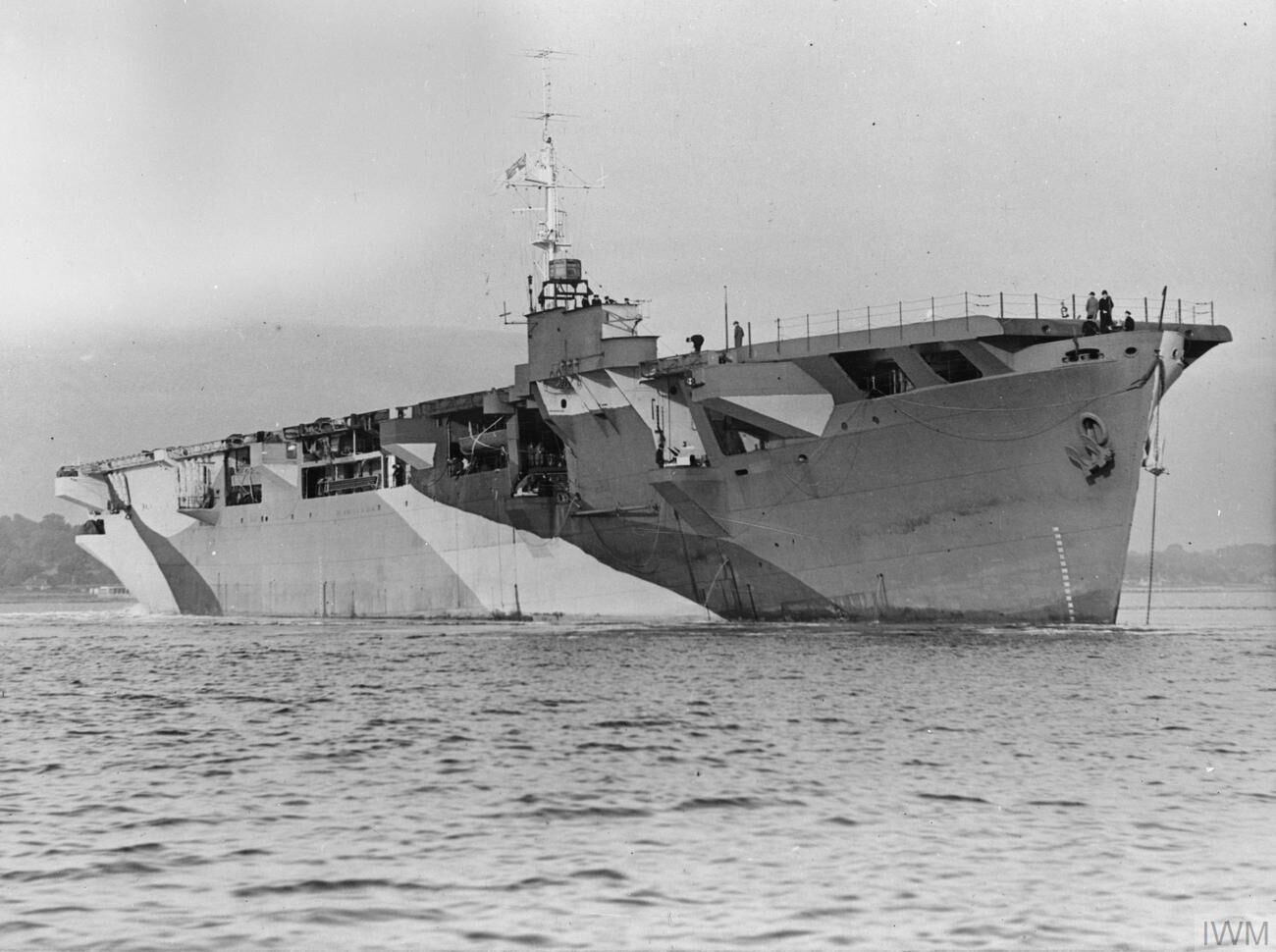
Una Merchant Aircraft Carrier, MAC, mercantili trasformati in portaerei, adibite alla scorta dei convogli alleati

Il 12 settembre prese il mare da Liverpool con direzione Halifax il convoglio ONS-18, un convoglio "lento" formato da 27 mercantili che procedeva su 8 colonne, protetto dall'escort group B 3, comandato dal capitano di vascello M.J. Evans, imbarcato sul cacciatorpediniere HMS Keppel, che comprendeva i cacciatorpediniere inglesi HMS Escapade, HMS Narcissus, HMS Orchis e HMS Northern Foam, le corvette francesi Roselys, Lobelia e Renoncule, la Merchant Aircraft Carrier, MAC, Empire MacAlpine e la nave soccorso HMS Rathlin, mentre, il 15 settembre, salpò, sempre da Liverpool, il convoglio ON-202, un convoglio "veloce" formato inizialmente da 41 mercantili che procedeva su 10 colonne, protetto dall'escort group C 2 canadese, comandato dal capitano di vascello P.W. Burnett, imbarcato sul cacciatorpediniere HMCS Gatineau, che comprendeva il cacciatorpediniere inglese HMS Icarus, 2 corvette canadesi, HMCS Drumheller e HMCS Kamloops, la corvetta inglese HMS Polyanthus e la fregata inglese HMS Lagan; i due convogli si sarebbero dovuti unire il 20 settembre per formare un convoglio unico.
La Submarine Tracking Room britannica era informata che, alla fine del mese di agosto, una quindicina di sommergibili avevano lasciato le loro basi in Francia e, di conseguenza, il raggruppamento di oltre 60 mercantili indusse l'Ammiragliato britannico a rinforzare il dispositivo di protezione inviando un gruppo di supporto libero, il Support group 9, composto da 5 unità: il cacciatorpediniere HMCS St Croix, la fregata HMS Itchen e le 3 corvette HMS Chambly, HMS Morden e HMS Sackville.

## L'unione dei due convogli ed i primi scontri

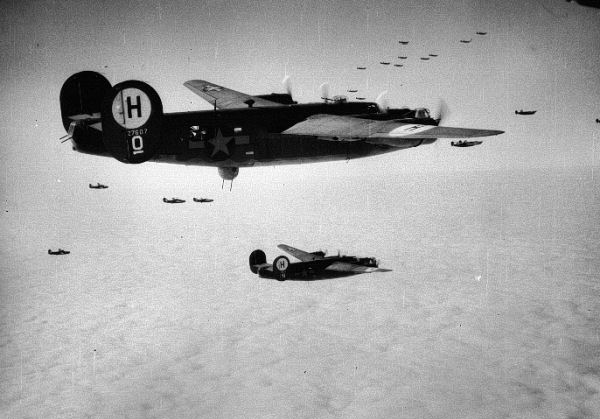
Stormo di bombardieri B-24 Liberator in volo

I primi giorni di traversata trascorsero senza problemi ma la segnalata presenza nelle acque degli U-Boot indusse, il pomeriggio del 19 settembre, la Submarine Tracking Room a fare deviare il convoglio ONS-18, che in quel momento si trovava ancora a circa 120 miglia di distanza dal convoglio "veloce", verso nord ovest per allontanarsi dalla possibile minaccia, e, alle prime ore del mattino del giorno successivo, il convoglio ON-202 entrò nel raggio di protezione dei bombardieri Liberator con base in Irlanda ed in Islanda che avvistarono ed attaccarono i sommergibili che erano in attesa dei due convogli, affondando l'U-341, un U-Boot di Tipo VII, comandato dal sottotenente di vascello Dietrich Epp. Dopo l'avvistamento delle unità sottomarine tedesche da parte degli aerei anche la nave soccorso HMS Rathlin, alle ore 1:55, rilevò un U-Boot a una distanza di circa 15 miglia dal convoglio ONS-18 e questo indusse, alle ore 2:23, il capitano Evans a distaccare la fregata HMS Lagan per dirigersi verso il punto di avvistamento e, alle ore 2:45, fu registrato un contatto radar a circa 4 miglia; si trattava dell'U-270, un altro U-Boot di Tipo VIIC, comandato dal tenente di vascello Paul-Fridrich Otto, che, utilizzando il nuovo siluro acustico T5, colpì la fregata danneggiandola gravemente, riuscendo successivamente ad allontanarsi.
Per tutta la giornata del 20 settembre i due convogli non riuscirono a riunirsi e le segnalazioni di sommergibili si accavallavano, obbligando le unità di scorta ad allontanarsi ed a riavvicinarsi continuamente dalle colonne dei mercantili; tra le ore 7:36 e 7:45, i mercantili statunitensi Theodore Dwight Weld e Frederick Douglass furono silurati ed affondati dall'U-238, comandato dal tenente di vascello Horst Hepp, causando 33 vittime nel primo mentre tutti i marinai del secondo furono tratti in salvo dalla Rathlin, insieme a 40 uomini dell'equipaggio del primo, mentre, alle ore 10:12, un siluro acustico sganciato da un Liberator affondava l'U-338, comandato dal tenente di vascello Manfred Kinzel. La giornata trascorse senza ulteriori scontri e, alle ore 20:20, i due convogli si unirono per avanzare verso sud ovest su un fronte ampio circa 9 miglia ma, nello stesso momento, il cacciatorpediniere canadese HMCS St Croix venne colpito ed affondato da due siluri dell'U-305, comandato dal tenente di vascello Rudolf Bahr, mentre, alle ore 22:30, la corvetta inglese HMS Polyanthus venne affondata dall'U-952, comandato dal tenente di vascello Curio.

## Gli scontri dal 21 al 23 settembre

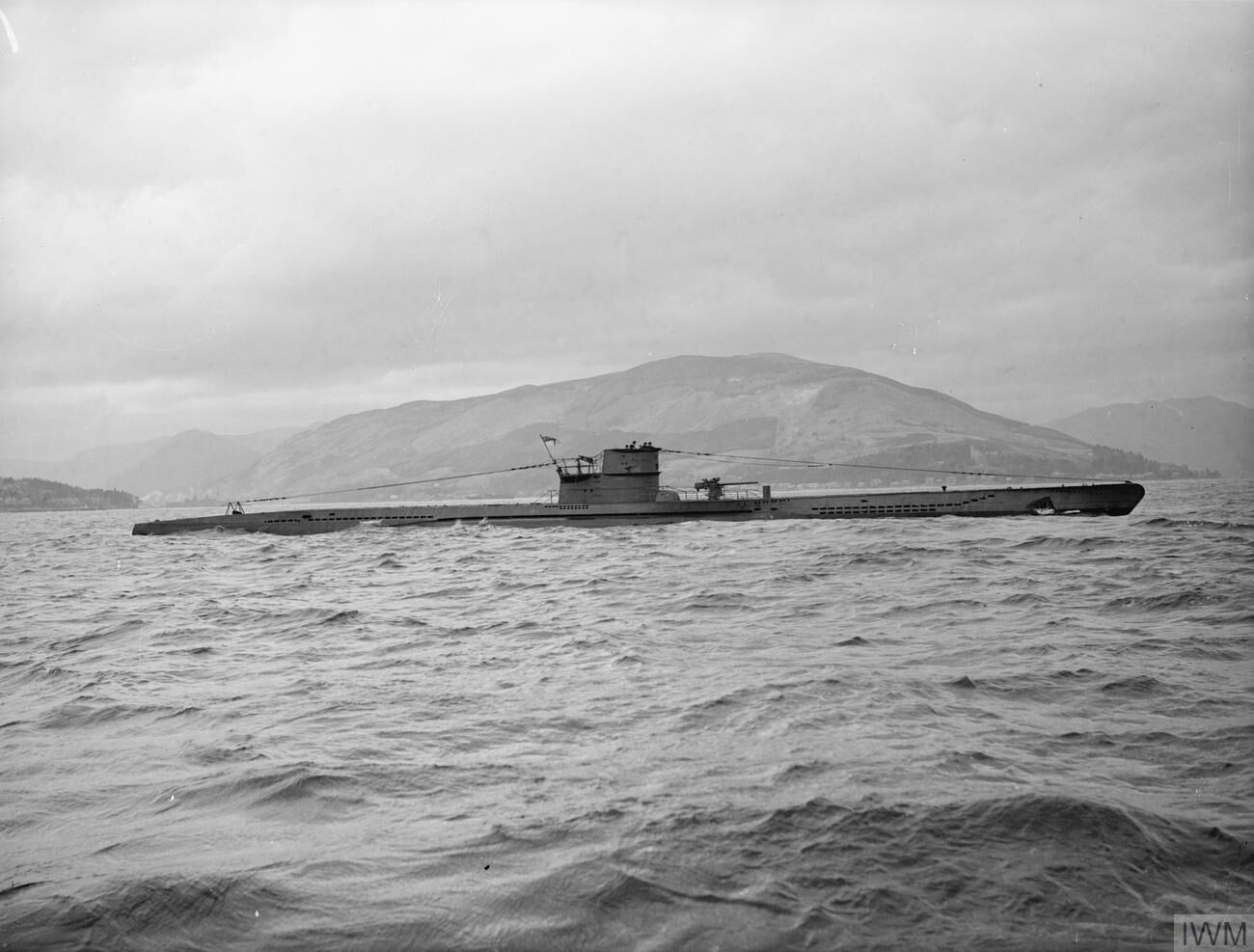
Sommergibile tedesco di tipo VIIC in navigazione nell'Oceano Atlantico

Il giorno 21 settembre calò la nebbia e se da un lato questo rendeva difficoltosa la navigazione e limitava fortemente l'efficacia della ricognizione aerea, dall'altro la scarsa visibilità proteggeva il convoglio che continuava a procedere mantenendo la formazione, e infatti tutta la giornata passò senza che vi fossero attacchi da parte dei sommergibili che comunque continuavano ad aggirarsi nelle vicinanze. Il mattino del 22 dicembre, alle ore 05:40, il cacciatorpediniere HMS Keppel individuò un sommergibile a una distanza di circa 700 metri: si trattava dell'U-229, comandato dal sottotenente di vascello Schetelig, che, vistosi scoperto, tentò la fuga senza immergersi ma, illuminato dai proiettori della nave inglese, fu raggiunto e speronato, affondando poco dopo, e tutta giornata del 22 trascorse senza altri incidenti; solo alle ore 23:38, fu stabilito un nuovo contatto e poco dopo la fregata HMS Itchen venne affondata dall'U-666, comandato dal tenente di vascello Herbert Engel.
Il mattino del 23 settembre la nebbia si diradò e permise ai sommergibili di riavvicinarsi al convoglio e, alle ore 2:20, l'U-238 affondò altri tre mercantili, oltre a quelli già mandati a picco il giorno 20: i norvegesi Skjelbred ed Oregon Express e l'inglese Fort Jemseg mentre poco dopo l'U-952 affondò il mercantile inglese Steel Voyager ma il calare nuovamente della nebbia rese impossibili nuovi attacchi per tutto il giorno ed anche per quello successivo e questo, unito all'arrivo del convoglio nella zona sotto la protezione aerea dei bombardieri provenienti da Terranova, costrinse i tedeschi a rinunciare all'inseguimento ed a fare rientro alle basi con un bottino di 6 mercantili e di 3 unità di scorta, unito però alla perdita di 3 U-Boot.

## Epilogo
Il bilancio che l'Ammiragliato britannico ebbe a fare dopo circa quattro mesi di assenza di operazioni sottomarine da parte dei tedeschi fu del tutto soddisfacente: un convoglio di grandi dimensioni era stato attaccato da un numero consistente di sommergibili ma il danno inflitto era considerato mediocre ed assolutamente accettabile e lo stesso nuovo siluro acustico, considerato dall'ammiraglio Dönitz la prima nuova arma per riprendere l'iniziativa nella guerra dei convogli, non aveva conseguito i risultati temuti; l'iniziativa restava saldamente in mano Alleata e Winston Churchill riscontrò che la Kriegsmarine, almeno per il momento, non disponeva di nessuna arma segreta.